# Al-Kafat
Al-Kafat (arab. الكافات) – miejscowość w Syrii, w muhafazie Hama. W 2004 roku liczyła 1893 mieszkańców.